# Liste der Kulturgüter in Jussy
Die Liste der Kulturgüter in Jussy enthält alle Objekte in der Gemeinde Jussy im Kanton Genf, die gemäss der Haager Konvention zum Schutz von Kulturgut bei bewaffneten Konflikten, dem Bundesgesetz vom 20. Juni 2014 über den Schutz der Kulturgüter bei bewaffneten Konflikten sowie der Verordnung vom 29. Oktober 2014 über den Schutz der Kulturgüter bei bewaffneten Konflikten unter Schutz stehen.
Objekte der Kategorien A und B sind vollständig in der Liste enthalten, Objekte der Kategorie C fehlen zurzeit (Stand: 1. Januar 2023).

## Kulturgüter
| Foto |                                                                            | Objekt                                                                             | Kat. | Typ | Standort                                        | Beschreibung |
| ---- | -------------------------------------------------------------------------- | ---------------------------------------------------------------------------------- | ---- | --- | ----------------------------------------------- | ------------ |
| ja   | Datei hochladen · Wikidata zu Schloss Le Crest und Nebengebäude (Q1806562) | Schloss Le Crest und Nebengebäude / Château du Crest et dépendances KGS-Nr.: 02595 | A    | G   | Route du Château-du-Crest 40–46 508816 / 121210 |              |
| BW   | Datei hochladen · Wikidata zu Campagne La Gara (Q29701707)                 | Campagne La Gara KGS-Nr.: 02596                                                    | B    | G   | Route de la Gara 30–36 508882 / 121559          |              |
| ja   | Datei hochladen · Wikidata zu Reformierte Kirche (Q29701725)               | Reformierte Kirche / Temple KGS-Nr.: 02597                                         | B    | G   | Route de Jussy 315 509549 / 121120              |              |